# Chthonic
Chthonic (閃靈) és un grup musical taiwanès de black metal i death metal fundat a Taipei el 1995. És el grup de death metal d'Àsia. El grup té un caràcter polític per la seua adhesió a l'independentisme taiwanès respecte la República Popular de la Xina. El grup és considerat el «Black Sabbath asiàtic».
El nom del grup és una paraula grega que significa «de l'inframón». El grup té prohibit tocar a la República Popular de la Xina. El govern taiwanès ha arribat a pagar concerts seus perquè actuaren com a ambaixadors culturals.

## Història
El grup es va formar davant la fama creixent del black metal a Europa, Estats Units, Japó, Singapur i Tailàndia en la primera meitat de la dècada del 1990. L'any 2000 van fer el concert a la manifestació «Digues No a l'Annexió a la Xina».
El sis de setembre de 2003 van fer una manifestació de reivindicació política davant l'oficina de la presidència taiwanesa per demanar que es canviara el nom oficial de República de la Xina a Taiwan.
El 2003 guanyaren el Premi al Millor Grup a la Cerimònia dels Premis Melodia Daurada de Taiwan (14ª edició). Eixe any ja havien tingut presència internacional al haver participat al Japó, els Estats Units d'Amèrica i altres països.
El 2007 van guanyar el Premi Daurat de Música com a Millor Grup de Rock. Eixe mateix any van ser secundaris al festival 2007 Ozzfest. Chthonic nomenà aquest recorregut musical "UNlimited Taiwan Tour" per a conscienciar el fet que Estats Units no ha reconegut Taiwan com a país. Aquesta protesta simbòlica fou coberta pels mitjans de comunicació estatunidencs principals. Els concerts a Amèrica foren pagats pel govern taiwanès.
El 2009 van guanyar el Premi de Música Tibetana al Millor Artista Internacional.
El 2015 feren un concert com a míting polític del Partit del Nou Poder a Taipei, a la plaça de la Llibertat.
El 2016 guanyaren el premi dels Déus Daurats.
El 2017 publicaren la seua primera pel·lícula: Tshiong.

## Temàtica de les líriques
Les lletres estan en taiwanès i tracten temes del folklore nacional taiwanès (com de l'heroïna taiwanesa Na Tao Ji). També tracten temes polítics i història de Taiwan.

## Estil
El seu estil musical ha sigut descrit com a death metal melòdic i black metal amb elements de la música clàssica taiwanesa amb ús d'instruments tradicionals taiwanesos des del 2011 com el koto, el shamisen, la flauta shakuhachi, la flauta pgaki, la hena i, el que el fa únic al grup, l'erhu.

## Membres
- Freddy Lim (cantant[2] i hena)[4]
- Jessi Liu (guitarrista)
- Hsiang-yi Yeh (baixista i vocals)
- CJ Kao (teclista)
- Dani (percussionista)
- Su-Nung (hena)[4]

Membres passats:
- Doris Yeh (baixista i hena)[16]
- A-jay Tsai
- Luis Wei[1]

## Discografia
- Where Ancestors' Souls Gathered
- 9th Empyrean[1]
- Relentless Recurrence[7] (2007)[17]
- Seediq Blade (2006)[18]
- Mirror of retribution (2009)[19]
- Takasago Army (2011)[20]
- Bù-Tik (2013)[21]
- Timeless Sentence (2014)[22]
- Battlefields of Asura (2018)[4]